# Josefina Acosta
Josefina Acosta (27 de agosto de 1902, San Nicolás de los Arroyos – 13 de junio de 1993) fue una escritora y docente argentina. Publicó artículos en La Prensa y en El pueblo, y artículos sobre pedagogía infantil.

## Obras
- Historia del Libertador. Vida del General San Martín escrita para los niños (1978), Instituto Nacional Sanmartiniano.
- Historia de Bey y otros enanos (1985).
- Breviario de soledad (poemas).